# Asterius (comte)
Pour les articles homonymes, voir Astérius.
Asterius est un général romain portant le titre de comes Hispaniarum, actif au début du Ve siècle. Probablement d'origine hispano-romaine, il est chargé de mettre fin à la seconde usurpation de Maxime en Hispanie. Sur ce plan, sa campagne est couronnée de succès : Maxime est capturé puis envoyé à Ravenne, ce qui vaut à Asterius le prestigieux titre de patrice en 422. Lors de cette campagne, il aide des Suèves assiégés par une armée de Vandales en Gallaecia, forçant ces derniers à migrer vers la riche province de Bétique, fragilisant ainsi le pouvoir impérial dans la péninsule.

## Contexte
À la mort de Théodose Ier, en 395, l'Empire romain est partagé en deux. L'Occident revient à son fils cadet, Honorius, dont le règne est marqué par une forte pression des peuples germaniques, dits barbares, poussés vers l'ouest par les Huns. Après les Wisigoths en 405, qui passent en Italie puis s'installent en Aquitaine seconde, ce sont les Vandales, les Alains et les Suèves qui franchissent le Rhin en 407. Ils pillent la Gaule avant de se diriger vers l'Hispanie en 409. La présence de ces groupes barbares en Gaule et en Hispanie fragilise fortement le pouvoir impérial, favorisant ainsi les intrigues politiques et les usurpations, comme celles de Constantin III,.
À la fin de la campagne de reconquête menée par Wallia, roi des Wisigoths, pour le compte de l'Empire romain d'Occident en 418, la présence barbare en Hispanie est drastiquement réduite : seuls les Vandales Hasdings et les Suèves, n'ayant pas affrontés Wallia, persistent en Gallaecia,. Jusqu'en 420, aucun signe ne laisse à penser que les deux groupes puissent constituer un danger pour les autres provinces ibériques et la péninsule vit dans une paix relative.

## Sources
Les éléments connus sur la vie d'Asterius proviennent de trois principales sources : la chronique d'Hydace de Chaves (années 419 et 420),,, une lettre (numéro XI) de Consentius à Augustin d'Hippone et un fragment de Renatus Profuturus Frigeridus transmis dans l'Histoire des Francs de Grégoire de Tours.

## Biographie

### Origine et famille
Asterius serait d'origine hispano-romaine, probablement issus de l'aristocratie locale et lié par mariage à une famille puissante. Lui et sa famille ont peut-être profité d'une réorganisation de l'administration impériale après les années d'usurpations en 406-415, à l'image de celle que le magister militum Constance a mené en Gaule, offrant aux élites locales les postes clés.
Sa belle-famille est prise dans un scandale d'ordre religieux lorsqu'un moine nommé Fronto est envoyé débusquer des priscillianistes en Tarraconaise. Il accuse une femme nommée Severa et un prêtre, probablement son parent, nommé Severus. Severa se réfugie chez sa petite fille ou nièce, qui s'avère être la fille d'Asterius. Severus appelle à l'aide son parent, le comes Asterius, qui quitte une campagne militaire en cours pour les défendre à Tarragone. Mais lors de l'interrogatoire de Fronto, il estime que les accusations du moine ne sont peut être pas infondées et quitte la ville pour reprendre sa campagne.
Asterius a par ailleurs peut-être un lien de parenté avec le magister militum Asturius (en) ayant affronté en 441 les bagaudes en Tarraconaise, avant d'être nommé consul en 449. Ce dernier est le beau-père de Flavius Merobaudes, poète et lui aussi magister militum.

### Campagne militaire en Hispanie

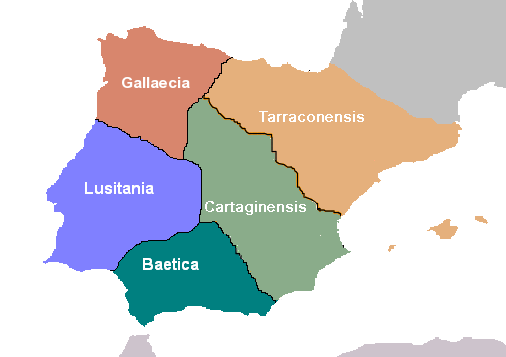
Division territoriale de l'Hispanie à partir du règne de Dioclétien.

Asterius est nommé comes Hispaniarum (« comte d'Hispanie ») entre 419 et 421 après le retrait des Wisigoths de la péninsule ibérique,. Sa mission originelle n'est pas connue, mais il se peut que son commandement militaire vise à protéger les provinces nouvellement libérées. En 420, il dirige une armée impériale qui intervient dans un conflit débuté en 419, dont la cause est inconnue, entre les Vandales dirigés par Gondéric et les Suèves menés par Herméric,. Les Vandales assiègent les Suèves dans les monts Nervasos jusqu'à ce qu'Asterius brise le siège en 420,,. Les raisons ayant motivé Asterius à intervenir ne sont pas claires : il peut y avoir vu une opportunité d'exploiter un conflit entre barbares à l'avantage des Romains en finissant le travail de Wallia, ou encore il peut s'agir d'une volonté de préserver l'équilibre des forces barbares dans la péninsule. Cette intervention force les Vandales à affronter les Romains puis à quitter la Gallaecia, excentrée, pour se rendre en Bétique.
Cette intervention pourrait également être motivée par l'usurpation de Maxime, à nouveau proclamé empereur en 419. Ce dernier, ayant déjà usurpé le titre impérial en 409 sous l'influence du général Gerontius, a en effet trouvé refuge chez les barbares à la mort de son protecteur en 411 et peut avoir profité de soutiens barbares en Gallaecia,. Compte tenu de l'importance accordé aux empereurs régnant à l'élimination des usurpateurs, il est possible que la tâche principale d'Asterius comme comes Hispaniarum ait été la neutralisation de Maxime,. L'usurpateur est finalement battu et capturé en 420 ou 421. Il est alors envoyé à Ravenne où il est exhibé en triomphe pour les tricennalia (anniversaire des 30 ans de règne) d'Honorius en janvier 422,.

### Fin de vie
Après sa campagne en Hispanie, Asterius est nommé patrice, un titre prestigieux dans l'empire romain tardif, et peut-être magister militum, probablement entre février 421 et 422,,. Les raisons à l'origine de cette promotion ne sont pas connues avec précision. Si elle peut paraître surprenante dans le cas où l'objectif militaire d'Asterius était la neutralisation des Vandales, elle est beaucoup plus raisonnable si l'objectif principal était la suppression de l'usurpation de Maxime : pour un empereur régnant, l'usurpation est un problème politique plus grave que la présence de troupes barbares dans les provinces.
Rien d'autre n'est connu sur la carrière d'Asterius après l'obtention de ce titre. Il est peut-être mort peu de temps après.

## Conséquences
Avec le recul, la campagne d'Asterius en Hispanie est un désastre. Si elle a bien permis l'élimination d'un usurpateur, elle a poussé les Vandales à migrer d'une province périphérique vers les terres riches du cœur de l'Hispanie, renforçant leur puissance et leur permettant menacer les intérêts impériaux en Bétique,. La situation force la cour impériale à réagir : en 422, le comes domesticorum Castinus est envoyé en Hispanie pour régler le problème vandale,.